# 独根草属
独根草属（学名：Oresitrophe）是虎耳草科下的一个属，为草本植物。该属仅有独根草（Oresitrophe rupifraga）一种，分布于中国北部至东北部。